# Nhà thờ San Miguel (Vitoria)
Nhà thờ San Miguel (Tiếng Tây Ban Nha: Iglesia de San Miguel) là một nhà thờ nằm ở Vitoria, Tây Ban Nha, Tây Ban Nha. Nó được công nhận là Bien de Interés Cultural năm 1995.
Hậu bộ của nhà thờ là một bàn thờ kiểu baroque. Đó là một trong tác phẩm tốt nhất của Gregorio Fernández.